# Jimmy Bower
Jimmy Bower właściwie James Bower (ur. 19 września 1968), amerykański gitarzysta i perkusista heavy/sludge metalowy. Grał w wielu zespołach undergroundowych, między innymi: Eyehategod, Crowbar, The Mystick Krewe of Clearlight, Debris Inc. czy Superjoint Ritual, a także w cieszących się większą popularnością Corrosion of Conformity i Down. 
W pewnych kręgach Bower przez swój wkład w muzykę uważany jest za "ojca chrzestnego Southern Metalu".

## Dyskografia
| Zespół                          | Data wydania      | Tytuł                                                    | Instrument    |
| Eyehategod                      | 1 grudnia 1992    | In the Name of Suffering                                 | gitara        |
| Eyehategod                      | 22 listopada 1993 | Take as Needed for Pain                                  | gitara        |
| Down                            | 19 sierpnia 1995  | NOLA                                                     | perkusja      |
| Eyehategod                      | 2 kwietnia 1996   | Lekomania                                                | gitara        |
| Crowbar                         | 1996              | Broken Glass                                             | perkusja      |
| Eyehategod                      | 1997              | In These Black Days: Vol.1 (Split with Anal Cunt) (Rare) | gitara        |
| Crowbar                         | 7 lipca 1998      | Odd Fellows Rest                                         | perkusja      |
| Eyehategod                      | 25 stycznia 2000  | Southern Discomfort                                      | gitara        |
| Eyehategod                      | 19 września 2000  | Confederacy of Ruined Lives                              | gitara        |
| The Mystick Krewe of Clearlight | 2000              | The Mystick Krewe of Clearlight                          | gitara        |
| Corrosion of Conformity         | 2001              | Live Volume                                              | perkusja      |
| Eyehategod                      | 29 maja 2001      | 10 Years of Abuse (and Still Broke) (EP)                 | gitara        |
| Down                            | 26 marca 2002     | Down II: A Bustle in Your Hedgerow                       | perkusja      |
| Superjoint Ritual               | 21 maja 2002      | Use Once and Destroy                                     | gitara        |
| Superjoint Ritual               | 22 lipca 2003     | A Lethal Dose of American Hatred                         | gitara        |
| Eyehategod                      | 27 maja 2005      | Preaching the "End-Time" Message                         | gitara        |
| Down                            | 2007              | Down III: Over the Under                                 | perkusja      |
| My Uncle The Wolf               | 21 marca 2008     | My Uncle The Wolf                                        | gitara basowa |